# 埃斯图尔市镇
埃斯图尔市镇是法罗群岛市镇，行政中心为北格塔村。市镇面积为42平方公里，人口数量为2,213人（2021年1月）。
市镇范围覆盖东岛东部部分地区，包括5个村庄及其他较小的定居点。市镇是在2009年1月1日合并原莱尔维克和格塔两市镇而成。

## 图集

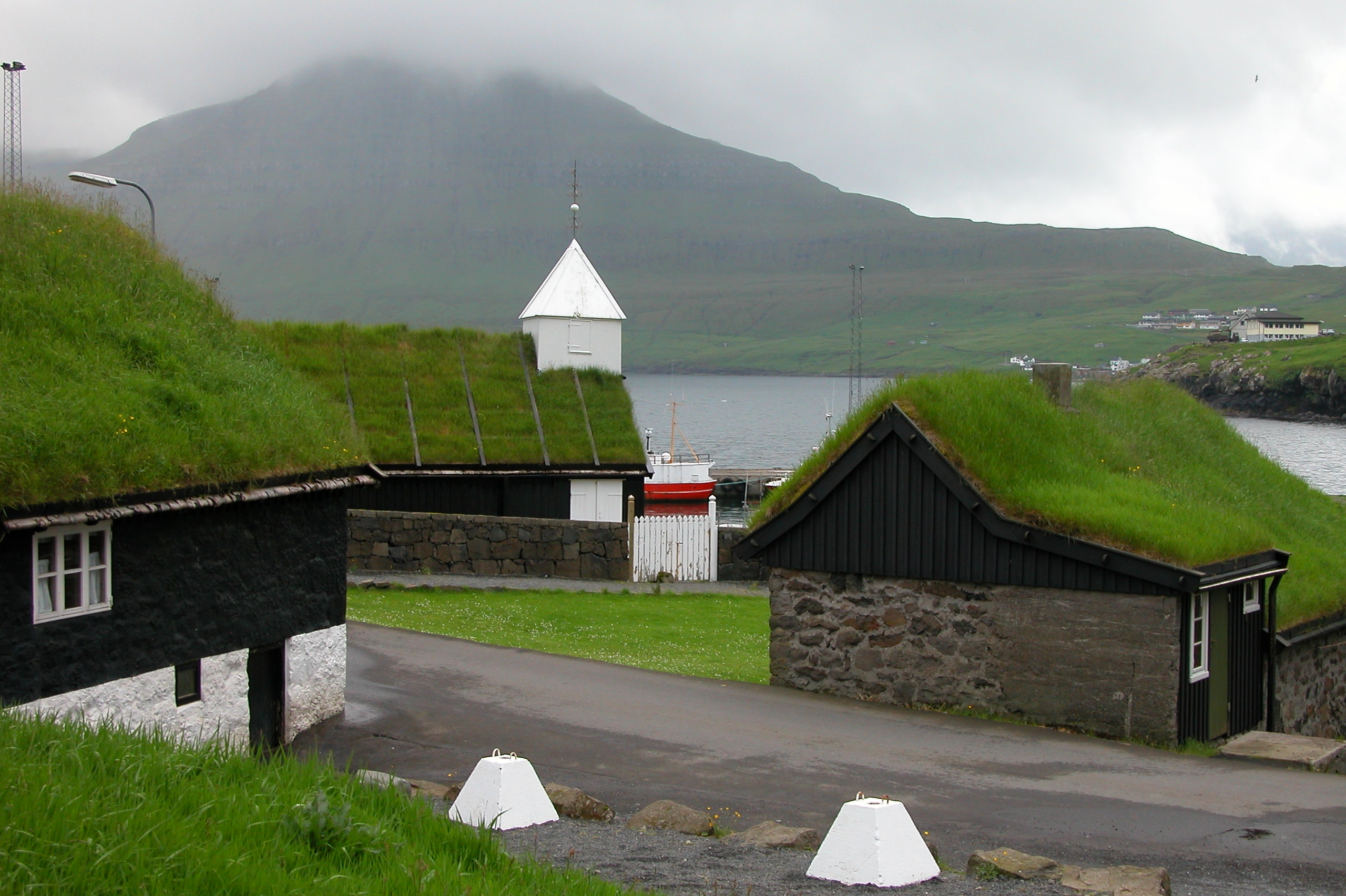
北格塔的传统房屋
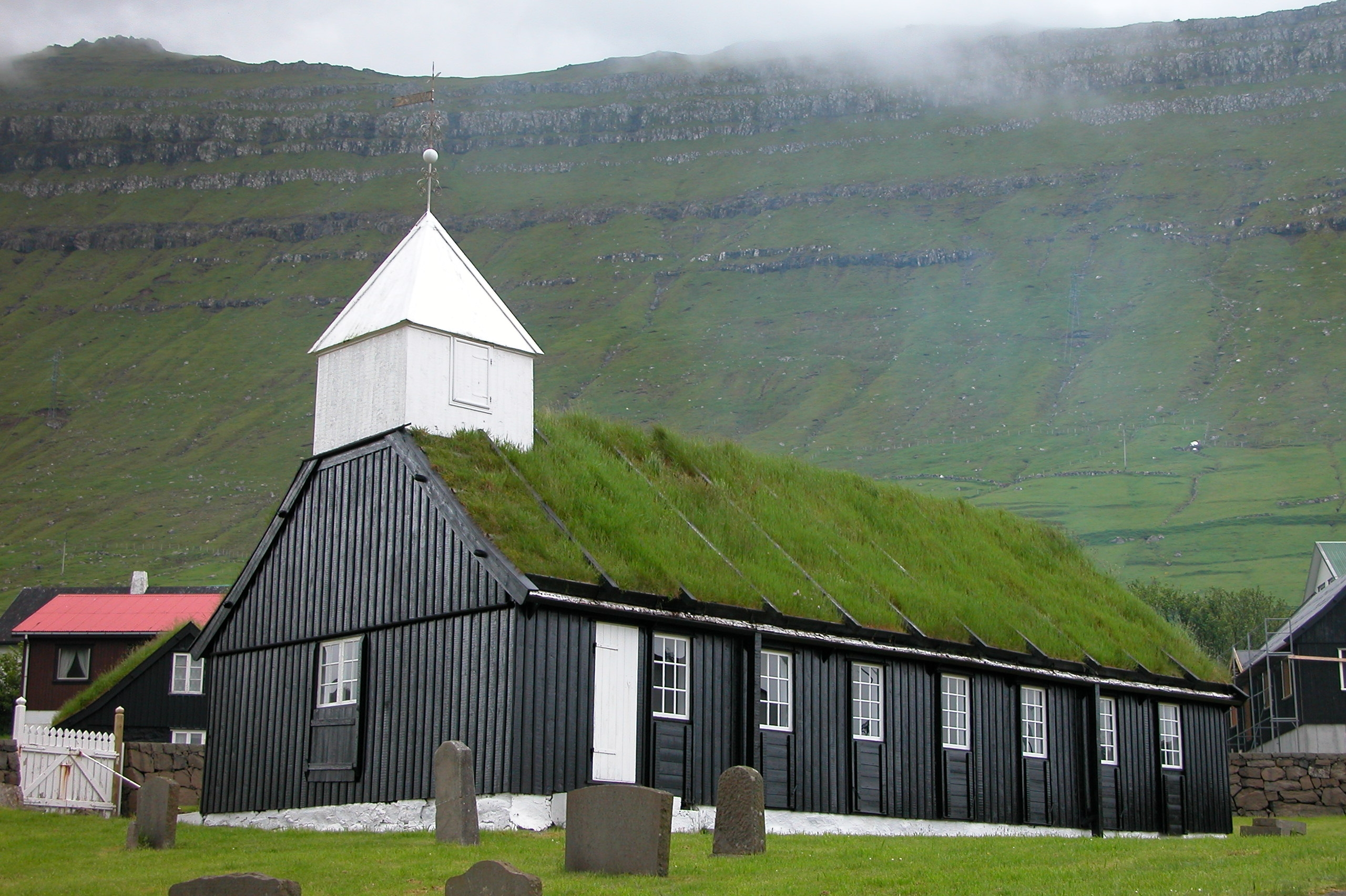
北格塔的教堂
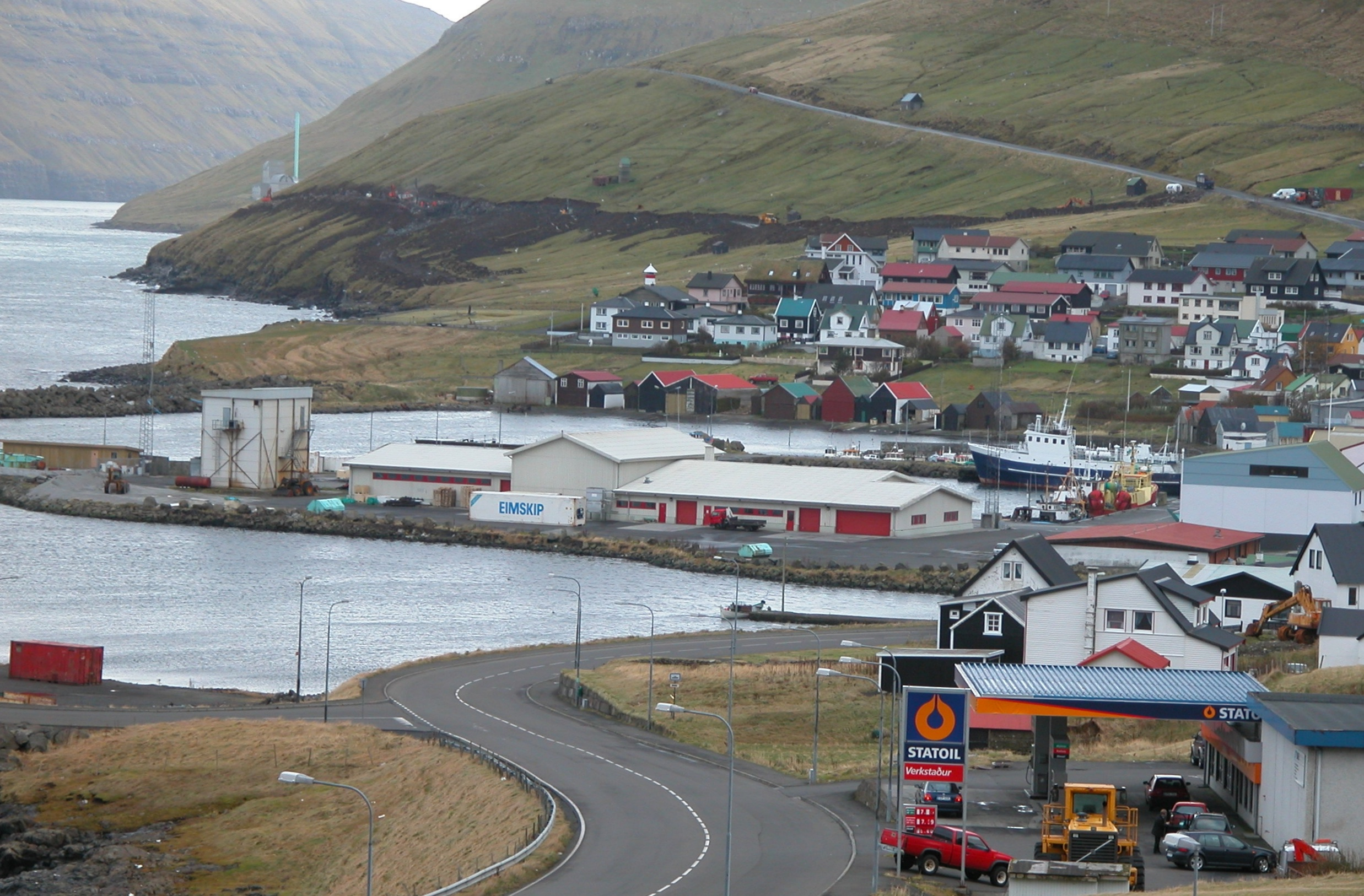
莱尔维克
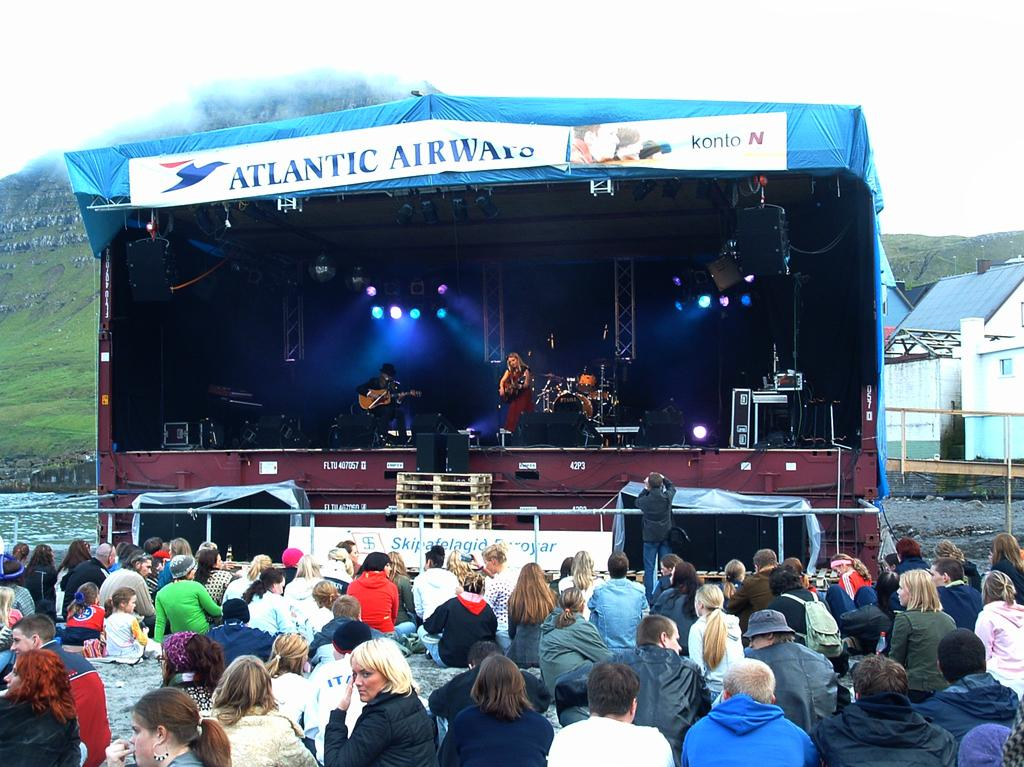
每年举办的G! Festival音乐节